# Bürgermeisterei Godesberg
Die Bürgermeisterei Godesberg war eine von zunächst neun preußischen Bürgermeistereien, in welche sich der 1816 gebildete Kreis Bonn (später Landkreis Bonn) im Regierungsbezirk Köln verwaltungsmäßig gliederte. 1822 kam die Bürgermeisterei zur damals neu gebildeten Rheinprovinz. Der Bürgermeisterei unterstanden sieben Gemeinden. 1927 wurde die Bürgermeisterei in Amt Bad Godesberg umbenannt. Mit der Eingemeindung der letzten beiden Gemeinden Lannesdorf und Mehlem und der Erhebung zur Stadt Bad Godesberg wurde das Amt Bad Godesberg 1935 aufgelöst.

## Gemeinden und zugehörige Ortschaften
Zur Bürgermeisterei Godesberg gehörten folgende Gemeinden und Ortschaften (Stand 1888; heutige Schreibweise):
- Friesdorf mit dem Wohnplatz Annaberg
- Godesberg mit dem Weiler Schweinheim und den Wohnplätzen Alaunhütte, Brungsmühle, Katharinenhof und Marienforst
- Lannesdorf mit den Wohnplätzen Kramermühle, Mehlemer Aue und dem Bahnhof Mehlem
- Mehlem
- Muffendorf mit den Wohnplätzen Heiderhof und Wattendorfermühle
- Plittersdorf mit dem Wohnplatz Plittersdorfer Aue
- Rüngsdorf

## Geschichte
Das Verwaltungsgebiet der Bürgermeisterei Godesberg war bis zum Ende des 18. Jahrhunderts Teil des Oberamtes Bonn im Kurfürstentum Köln. Von 1798 bis 1814 gehörte es zu Frankreich. Godesberg war in der Zeit Sitz einer Mairie, die zum Kanton Bonn externe im Arrondissement de Bonn des Rhein-Mosel-Départements gehörte. Das Verwaltungsgebiet der Mairie Godesberg war identisch mit dem der späteren preußischen Bürgermeisterei.
Aufgrund der Beschlüsse auf dem Wiener Kongress wurde 1815 das Rheinland dem Königreich Preußen zugeordnet. Unter der preußischen Verwaltung wurden 1816 Regierungsbezirke und Kreise gebildet, während linksrheinisch in der Regel die Verwaltungsbezirke der französischen Mairies vorerst beibehalten wurden. Die Bürgermeisterei Godesberg gehörte zum Kreis Bonn im Regierungsbezirk Köln. 1822 kam der Kreis Bonn und damit die Bürgermeisterei Godesberg zur damals neu gebildeten Rheinprovinz.
Ende des 19. Jahrhunderts wurde damit begonnen, die zur Bürgermeisterei gehörenden Gemeinden nach Godesberg einzugemeinden:
- 1899: Plittersdorf und Rüngsdorf
- 1904: Friesdorf
- 1915: Muffendorf
- 1935: Lannesdorf und Mehlem

1927 wurden alle Landbürgermeistereien in der Rheinprovinz in Ämter umbenannt. Da die Gemeinde Godesberg bereits seit 1925 den Namenszusatz „Bad“ hatte, hieß die „Bürgermeisterei Godesberg“ von 1927 an „Amt Bad Godesberg“.
Zum 1. April 1935 wurde das Amt Bad Godesberg aufgelöst, als die beiden letzten Gemeinden aus dem Amtsbezirk – Lannesdorf und Mehlem – nach Bad Godesberg eingegliedert und Bad Godesberg zur amtsfreien Stadt erhoben wurde.

## Statistiken
Nach der „Topographisch-Statistischen Beschreibung der Königlich Preußischen Rheinprovinz“ aus dem Jahr 1830 gehörten zur Bürgermeisterei Godesberg sieben Dörfer und einen Weiler sowie zehn Mühlen und Fabrikgebäude. Der Bevölkerung standen zehn Kirchen, Bethäuser und Kapellen zur Verfügung, weiterhin gab es neun öffentliche Gebäude und 747 Wohnhäuser. Im Jahr 1816 wurden in den sieben Gemeinden insgesamt 3.759 Einwohner gezählt, 1828 waren es 4.331 Einwohner darunter 2.139 männliche und 2.192 weibliche; 4.240 Einwohner gehörten dem katholischen, 31 dem evangelischen und 60 dem jüdischen Glauben an.
Weitere Details entstammen dem „Gemeindelexikon für das Königreich Preußen“ aus dem Jahr 1888, das auf den Ergebnissen der Volkszählung vom 1. Dezember 1885 basiert. Im Verwaltungsgebiet der Bürgermeisterei Godesberg lebten insgesamt 9.652 Einwohner in 1.774 Haushalten und 1.628 Häusern; 4.127 der Einwohner waren männlich und 4.525 weiblich. Bezüglich der Religionszugehörigkeit waren 7.788 katholisch und 721 evangelisch; 24 Einwohner wurden als „sonstige Christen“ bezeichnet; die 108 jüdischen Einwohner lebten überwiegend in den Gemeinden Godesberg und Mehlem.
1885 betrug die Gesamtfläche der sieben zur Bürgermeisterei gehörigen Gemeinden 3.021 Hektar, davon waren 1.591 Hektar Ackerland, 108 Hektar Wiesen und 853 Hektar Wald.